# 科讷维尔-拉富克蒂耶尔
科讷维尔-拉富克蒂耶尔（法語：Corneville-la-Fouquetière，法語發音：[kɔʁnəvil la fuktjɛʁ]）是法国厄尔省的一个市镇，位于该省中西部地区，属于贝尔奈区。

## 地理
科讷维尔-拉富克蒂耶尔（49°3'57"N, 0°42'19"E）面积3.99 平方千米，位于法国诺曼底大区厄尔省，该省份为法国北部内陆省份，北起滨海塞纳省，西接奧恩省和卡爾瓦多斯省，南至厄尔-卢瓦省，东临瓦兹省、瓦兹河谷省和伊夫林省。
与科讷维尔-拉富克蒂耶尔接壤的市镇（或旧市镇、城区）包括：博蒙勒罗歇、方丹拉贝、乌什地区特雷桑、乌什地区梅尼勒。

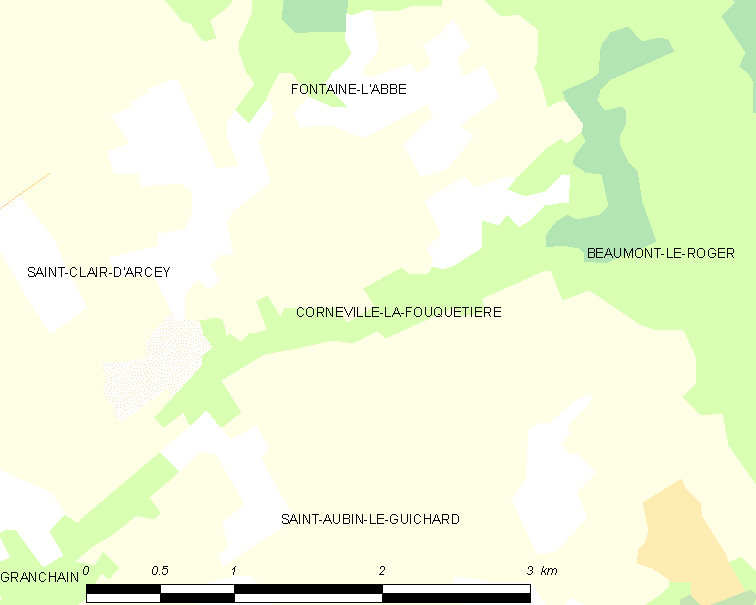
科讷维尔-拉富克蒂耶尔的OSM定位图

科讷维尔-拉富克蒂耶尔的时区为UTC+01:00、UTC+02:00（夏令时）。

## 行政
科讷维尔-拉富克蒂耶尔的邮政编码为27300，INSEE市镇编码为27173。

## 政治
科讷维尔-拉富克蒂耶尔所属的省级选区为贝尔奈县。

## 人口

1962-2008年间科讷维尔-拉富克蒂耶尔人口变化图示

科讷维尔-拉富克蒂耶尔于2022年1月1日时的人口数量为123人。